# Chi Cầy
Chi Cầy (danh pháp khoa học: Viverra) là một chi động vật thường gặp ở Đông Nam Á.

## Các loài
- Viverra civettina — Cầy đốm lớn Malabar
- Viverra megaspila — Cầy giông sọc, cầy đốm lớn
- Viverra tangalunga — Cầy hương Mã Lai
- Viverra zibetha — Cầy giông, cầy Ấn Độ lớn
- Viverra tainguyensis — Cầy giông Tây Nguyên
- Viverricula indica — Cầy hương, cầy Ấn Độ nhỏ, trong dân gian gọi không chính xác là chồn hương.

## Hình ảnh

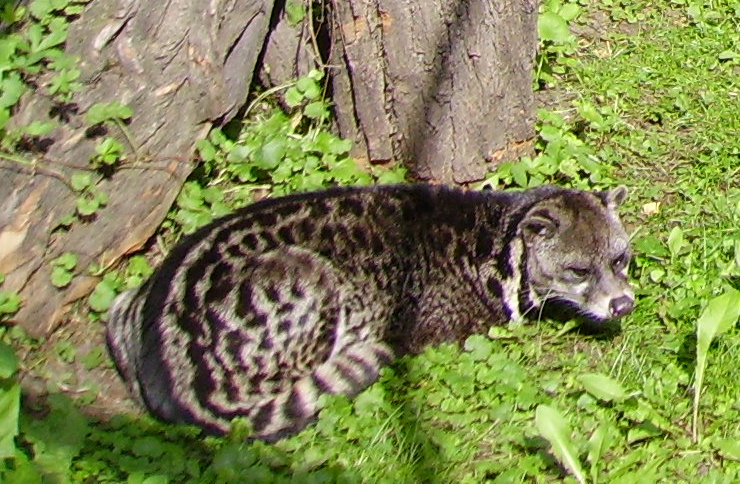
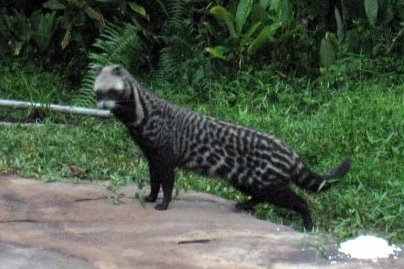
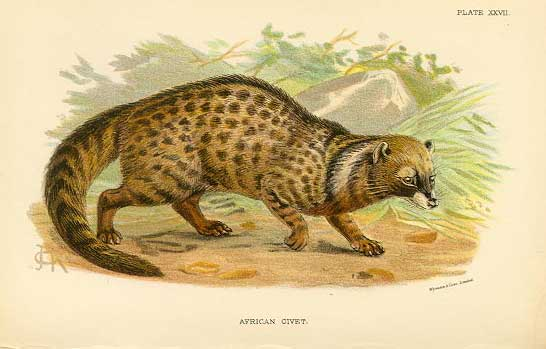